# Cucullia grisescens
Cucullia grisescens là một loài bướm đêm trong họ Noctuidae.